# Acadèmia de la Llengua Mixteca
L'Acadèmia de la Llengua Mixteca va ser fundada l'any 1997 per un grup d'activistes indígenes pertanyents a l'ètnia mixteca, per tal de promoure l'ús de la seva llengua mare (el mixteca) i crear mecanismes que permetessin la seva conservació. El nom de l'Acadèmia en mixteca és Ve'e Tu'un Sávi, que literalment vol dir Casa de la Llengua de la Pluja '. Té la seu a Tlaxiaco, al cor de la Mixteca Alta d'Oaxaca. Entre altres coses, ha col·laborat amb la Secretaria d'Educació Pública Mexicana en el disseny de l'alfabet que s'empra en l'educació en llengua mixteca dels nens nadius d'aquesta ètnia. També ha promogut trobades d'escriptors indígenes i manté llaços de cooperació amb diverses organitzacions a Mèxic, Estats Units i altres parts del món, com ara el Front Indígena d'Organitzacions Binacionals (FIOB), que posseeix una estació que transmet des de Califòrnia programació en llengua mixteca.